# Raitenhart
Raitenhart ist eine Gemarkung im Landkreis Altötting von etwa 1242 Hektar.
Die gleichnamige ehemalige Gemeinde wurde in die Stadt Altötting eingegliedert.

## Geschichte
1818 wurde Raitenhart aus dem Pfarrdorf Unterholzhausen und Teising als weiterem Hauptort als Ruralgemeinde begründet. Diese wurde durch Beschluss des Innenministeriums vom 17. Juli 1833 in die zwei Gemeinden Raitenhart und Teising aufgeteilt. 
Danach bestand Raitenhart aus den Ortsteilen Aigner, Baumanngütl, Beck, Berrgütl, Brandmaiergütl, Dürschl, Geisberg, Giglhub, Hilger, Holzaich, Kraft, Kronzagl, Lehner, Loder, Marienfeld, Oberholzhausen, Pichl, Rechlgütl, Schmalgütl, Schmidhub, Schneideraich, Schneiderwimm, Schneidlehen, Seidlgütl, Stadel, Staudham, Unterholzhausen und Wasserwimm. 1961 hatte die Gemeinde 427 Einwohner in 84 Wohngebäuden. Hauptort war das Pfarrdorf Unterholzhausen, mit 123 Einwohnern und 24 Wohngebäuden. Oberholzhausen war fast gleich groß.
Am 1. Januar 1972 wurde die Gemeinde aufgelöst und vollständig nach Altötting eingegliedert.